# Rivery
Rivery là một xã ở tỉnh Somme, vùng Hauts-de-France, Pháp.
Thị trấn này tọa lạc ngoại vi đông bắc của Amiens, bên kia sông Somme và trên đường D1. 

## Dân số
| 1926                                                         | 1931 | 1936 | 1946 | 1954 | 1962 | 1968 | 1975 | 1982 | 1990 | 1999 | 2005 |
| ------------------------------------------------------------ | ---- | ---- | ---- | ---- | ---- | ---- | ---- | ---- | ---- | ---- | ---- |
| 883                                                          | 1165 | 1301 | 1506 | 1581 | 2680 | 3411 | 3402 | 3287 | 3366 | 3400 | 3216 |
| Số liệu điều tra dân số từ năm 1962, dân số không tính trùng |      |      |      |      |      |      |      |      |      |      |      |